# Championnat du Paraguay de football 1947
Navigation
Édition précédente Édition suivante
La 37e édition du championnat du Paraguay de football est remportée par le Club Olimpia. C’est le douzième titre de champion du club. Club Nacional l’emporte avec 2 points d’avance sur Club Guaraní et 3 points devant Club Nacional. 
Leocadio Marín est le meilleur buteur du championnat pour la seconde fois consécutive avec 27 buts

## Les clubs de l'édition 1947
| \| Asuncion: · Olimpia · Nacional · Sol de América · Guaraní · Cerro Porteño · River Plate · Atlántida Asuncion Club Presidente Hayes Club Sportivo Luqueño \| Localisation des clubs engagés dans le championnat. |
| Asuncion: · Olimpia · Nacional · Sol de América · Guaraní · Cerro Porteño · River Plate · Atlántida Asuncion Club Presidente Hayes Club Sportivo Luqueño                                                           |

| Club                  | Stade | Capacité | Ville    |
| --------------------- | ----- | -------- | -------- |
| Atlántida Sport Club  | -     | -        | Asuncion |
| Club Cerro Porteño    | -     | -        | Asuncion |
| Club Guaraní          | -     | -        | Asuncion |
| Club Libertad         | -     | -        | Asuncion |
| Club Nacional         | -     | -        | Asuncion |
| Club Olimpia          | -     | -        | Asuncion |
| Club Presidente Hayes | -     | -        | Tacumbu  |
| Club River Plate      | -     | -        | Asuncion |
| Club Sol de América   | -     | -        | Asuncion |
| Sportivo Luqueño      | -     | -        | Luque    |

## Compétition

### Classement
| Rang | Équipe                | Pts | J  | G | N | P | Bp | Bc | Diff |
| ---- | --------------------- | --- | -- | - | - | - | -- | -- | ---- |
| 1    | Club Olimpia          | 26  | 18 | ? | ? | ? | 0  | 0  | 0    |
| 2    | Club Guaraní          | 24  | 18 | ? | ? | ? | 0  | 0  | 0    |
| 2    | Club Nacional (T)     | 23  | 18 | ? | ? | ? | 0  | 0  | 0    |
| 4    | Club Cerro Porteño    | 21  | 18 | ? | ? | ? | 0  | 0  | 0    |
| 5    | Club River Plate      | 18  | 18 | ? | ? | ? | 0  | 0  | 0    |
| 6    | Atlántida Sport Club  | 17  | 18 | ? | ? | ? | 0  | 0  | 0    |
| 7    | Sportivo Luqueño      | 16  | 18 | ? | ? | ? | 0  | 0  | 0    |
| 8    | Club Sol de América   | 15  | 18 | ? | ? | ? | 0  | 0  | 0    |
| 9    | Club Libertad         | 12  | 18 | ? | ? | ? | 0  | 0  | 0    |
| 10   | Club Presidente Hayes | 8   | 18 | ? | ? | ? | 0  | 0  | 0    |

| Légende : Qualifications et relégations | Légende : Qualifications et relégations |
| --------------------------------------- | --------------------------------------- |
|                                         | Champion du Paraguay                    |
|                                         | Relégation en deuxième division         |
|                                         | (T) : Tenant du titre (P) : Promus      |

## Bilan de la saison
| Championnat du Paraguay de football 1947                             |                          |
| Champion                                                             | Club Olimpia (12e titre) |
| Promotions et relégations                                            |                          |
| Promus en Primera División                                           | Aucun                    |
| Relégués en Championnat du Paraguay de football de deuxième division | Aucun                    |

## Statistiques

### Meilleur buteur
- Leocadio Marín 27 buts